# De-los-Santos-Nunatak
Der De-los-Santos-Nunatak (spanisch Nunatak De los Santos) ist ein Nunatak an der Oskar-II.-Küste des Grahamlands auf der Antarktischen Halbinsel. Er ist einer der zahlreichen Nunatakker auf der Jason-Halbinsel und ragt unmittelbar westlich des Craigdallic-Nunataks auf.
Argentinische Wissenschaftler benannten ihn. Der weitere Benennungshintergrund ist nicht überliefert.